# 544.ª Divisão de Granadeiros (Alemanha)
A 544ª Divisão de Granadeiros (em alemão:544. Grenadier-Division) foi uma unidade militar que serviu no Exército alemão durante a Segunda Guerra Mundial. Foi renomeada para 544. Volksgrenadier Division no dia 9 de outubro de 1944, permanecendo com esta designação até o final da guerra.

## Comandantes
| Comandante                   | Data                                       |
| 544ª Divisão de Granadeiros  | 544ª Divisão de Granadeiros                |
| ---------------------------- | ------------------------------------------ |
| Generalleutnant Werner Ehrig | 15 de julho de 1944 - 9 de outubro de 1944 |
| 544. Volksgrenadier-Division |                                            |
| Generalleutnant Werner Ehrig | 9 de outubro de 1944 - 8 de maio de 1945   |

## Área de operações
| Polônia                  | julho de 1944 - outubro de 1944 |
| Polônia & Checoslováquia | outubro de 1944 - abril de 1945 |

## Ordem de Batalha
544. Grenadier-Division
Grenadier-Regiment 1082
Grenadier-Regiment 1083
Grenadier-Regiment 1084
Artillerie-Regiment 1544
Divisions-Einheiten 1544
544. Volksgrenadier-Division
Grenadier-Regiment 1082
Grenadier-Regiment 1083
Grenadier-Regiment 1084
Artillerie-Regiment 1544
Feldersatz-Bataillon 1544
Füsilier-Kompanie 1544
Panzerjäger-Abteilung 1544
Divisions-Nachrichten-Abteilung 1544
Infanterie-Divisions-Nachschubführer 1544